# Campus Gotland
Uppsala universitet – Campus Gotland är ett campus inom Uppsala universitet beläget i Visby på Gotland. Det skapades genom att Högskolan på Gotland den 1 juli 2013 gick samman med Uppsala universitet. Sammanslagningen hade diskuterats mellan de båda lärosätena sedan 2010 och mynnade ut i en avsiktsförklaring 16 december 2011, och en hemställan om samgående till regeringen under våren 2012. Den 12 december 2012 beslutade riksdagen att sammanslagningen skulle genomföras.
För det strategiska arbetet vid campus finns ett särskilt rektorsråd. Olle Jansson, före detta rektor för Teaterhögskolan i Stockholm, utsågs 2013 till rektorsråd av Uppsala universitets förra rektor Eva Åkesson.  
Sedan november 2023 är universitetslektor Jenny Helin rektorsråd för Campus Gotland. 
Studentkåren är Gotlands Studentkår Rindi.